# ケバヤ

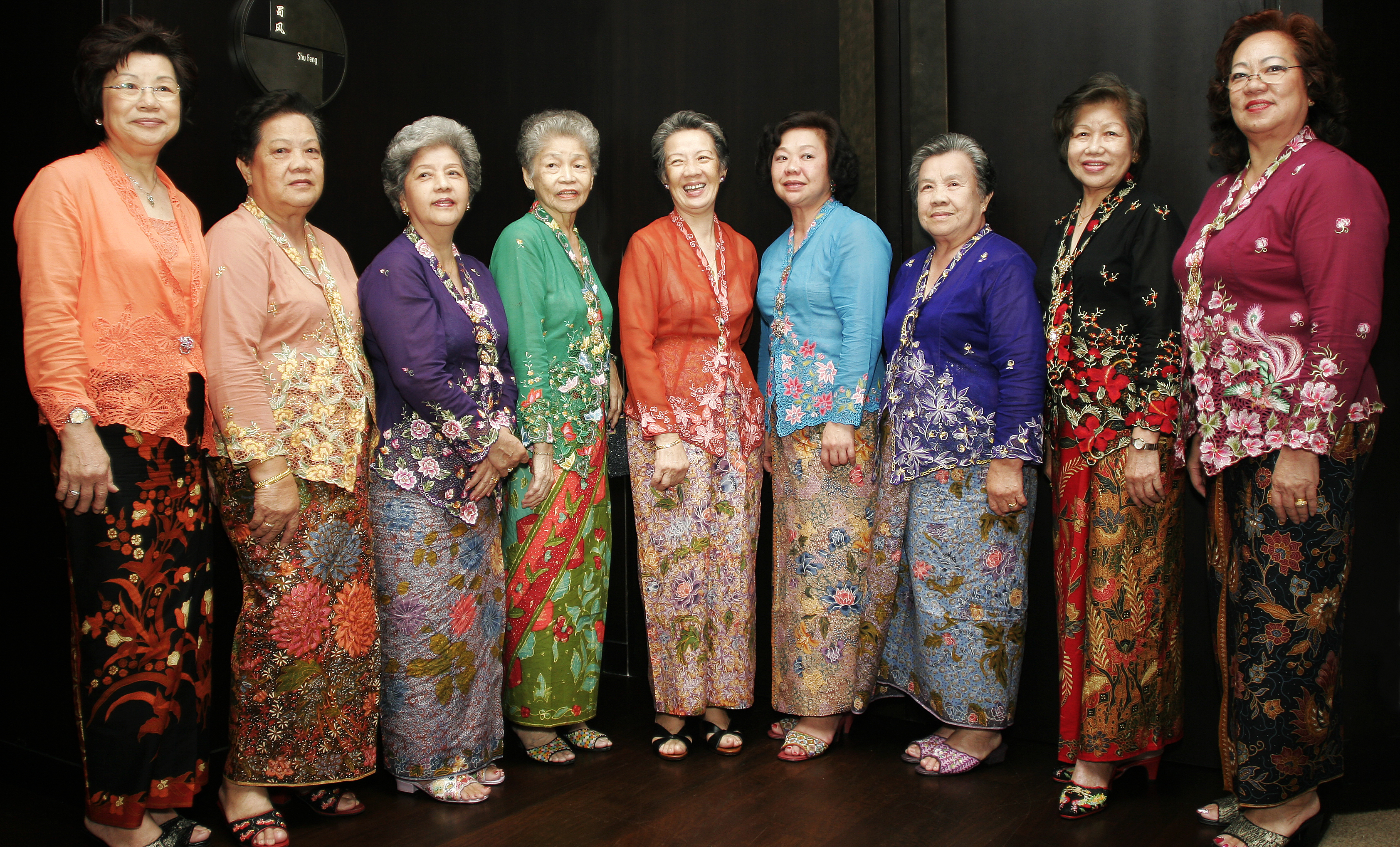
プラナカンの伝統的なニョニャケバヤ

ケバヤもしくはクバヤ（マレー語: Kebaya）は東南アジア、特にインドネシア、マレーシア 、シンガポール、ブルネイ、タイ南部などの女性が伝統的に着用する上衣。フィリピン南部やカンボジアの一部でも着用されている。
伝統的には絹、木綿、麻などのガーゼ、レース、ボイル（Voile）などの軽量の生地で作られ、前開きで刺繍が施されることもある。フロントはボタン、ピン、ブローチのいずれかで留められ、下衣としてはサロン、ケンベン、カインなどを着用し、バティック、イカット、ソンケット（Songket）など長い布を腰の周りまたは脇の下に巻きつけるが西洋式スカートを組み合わせる場合もある。
インドネシアの民族服となっており、ジャワ島のジャワ人やスンダ人、バリ島のバリ人が着用することが多い。

## 語源
ケバヤはアラブ地域の衣装がヒントとなっており、アラビアの言葉でアバヤ（アラビア語: عباية）は衣服を意味する。

## 歴史
ケバヤの最古の形式は、既存の女性用ケンバン(Kemban)を新たに採用したイスラム教に合わせて控えめで許容できるように貴族の女性の胴体を包み調和するための手段とした、ジャワ島のマジャパヒト王国の宮廷に由来する。アチェ王国、リアウ、ジョホール王国、スマトラ北部ではより洗練された君主が社会的な地位の表現手段としてジャワスタイルのケバヤを取り入れた。ケバヤの名称はとくにインドネシアに上陸したポルトガル人によって特定の衣服の名称として示されている。15世紀から16世紀にかけインドネシア人女性によって着られケバヤはブラウスタイプのものと結び付けられていった。1600年からジャワ島では王室などの上流階級のみがケバヤを着ることが優先し尊ばれ、身分の低い人々の多くは男女とも上半身は裸同然の姿で公然と歩いていた。交易や外交、社会的な相互作用によって、マラッカ、バリ島、ボルネオ島、スラウェシ島、スールー王国、ミンダナオ島などゆっくりと自然に周辺地域にケバヤは広がっていった。今日知られているジャワのケバヤは1817年にトーマス・ラッフルズによって言及されている。後の数百年間、宗教的な文化変容で衣類は高度に地域化された民族文化、芸術性、仕立て伝承の表現となった。
最古の今日知られるケバヤの写真での証拠は1857年からでジャワのペラナカン・ユーラシアンスタイルであった。

## ケバヤの構成
典型的な今日知られているジャワのケバヤの構成は1817年にラッフルズが言及したものと変わっていない。 綿のブラウス、絹とレース、錦かビロードのブラウスが中央の合う部分でブローチによって留められているが、伝統的なケバヤは前面にボタンがない。3ピースのkerongsang は基になるkerongsang ibuと二つの kerongsang anakで構成されている。 kerongsang のブローチは金や宝石で作られ、上流階級や貴族の社会的地位が示されるが、普通の人々や農婦などはシンプルでごく普通のケバヤで安全ピンで留められている。ブラウスは共通に半透明でkembenを着用するか布を胴に巻く。下はスカートをはくか余裕のある約3mの布地のカインを巻く。

## 現代的な使い方・改良
伝統的なケバヤから離れ、ファッションデザイナーはデザインの改良やケバヤをよりファッショナブルな衣服にしている。カジュアルなデザインのケバヤはジーンズやスカートと同様に着ることが出来、結婚式や正式な行事などでも同様に多くのデザイナーが他のタイプに広げレースの編まれた結婚式用のケバヤなども作られている。現代のケバヤは洋服の留め金やジッパー、ボタンが取り入れられた他、中に着用するものもなど伝統的なものと比べ全体的にかなり簡略化された形式になっている。航空会社などではシンガポール航空が女性客室乗務員で広告塔でもあるシンガポールガールが着用するユニフォームにフランス人デザイナーピエール・バルマンがデザインした体の線がより強調されたケバヤが採用されている。マレーシア航空の女性客室乗務員の特徴はバティクケバヤでユニフォームとして採用されている。ガルーダ・インドネシア航空の客室乗務員のユニフォームはより本物に近くモダンなものと思われ、シンプルにデザインされた19世紀のジャワ貴族の女性に由来するクラシックカルティニスタイルのケバヤである。このケバヤは耐火性綿ポリエステルの生地にサロンは「かぐわしい命の輝き」を意味する"parang gondousuli"というバティック模様からインスピレーションを得てデザインが施されている。また、ジャスミンをモチーフにした小さなドット柄も施されている。
2024年、ブルネイ 、インドネシア、マレーシア、シンガポール、タイの5カ国のケバヤはユネスコの無形文化遺産に登録された。

## ギャラリー

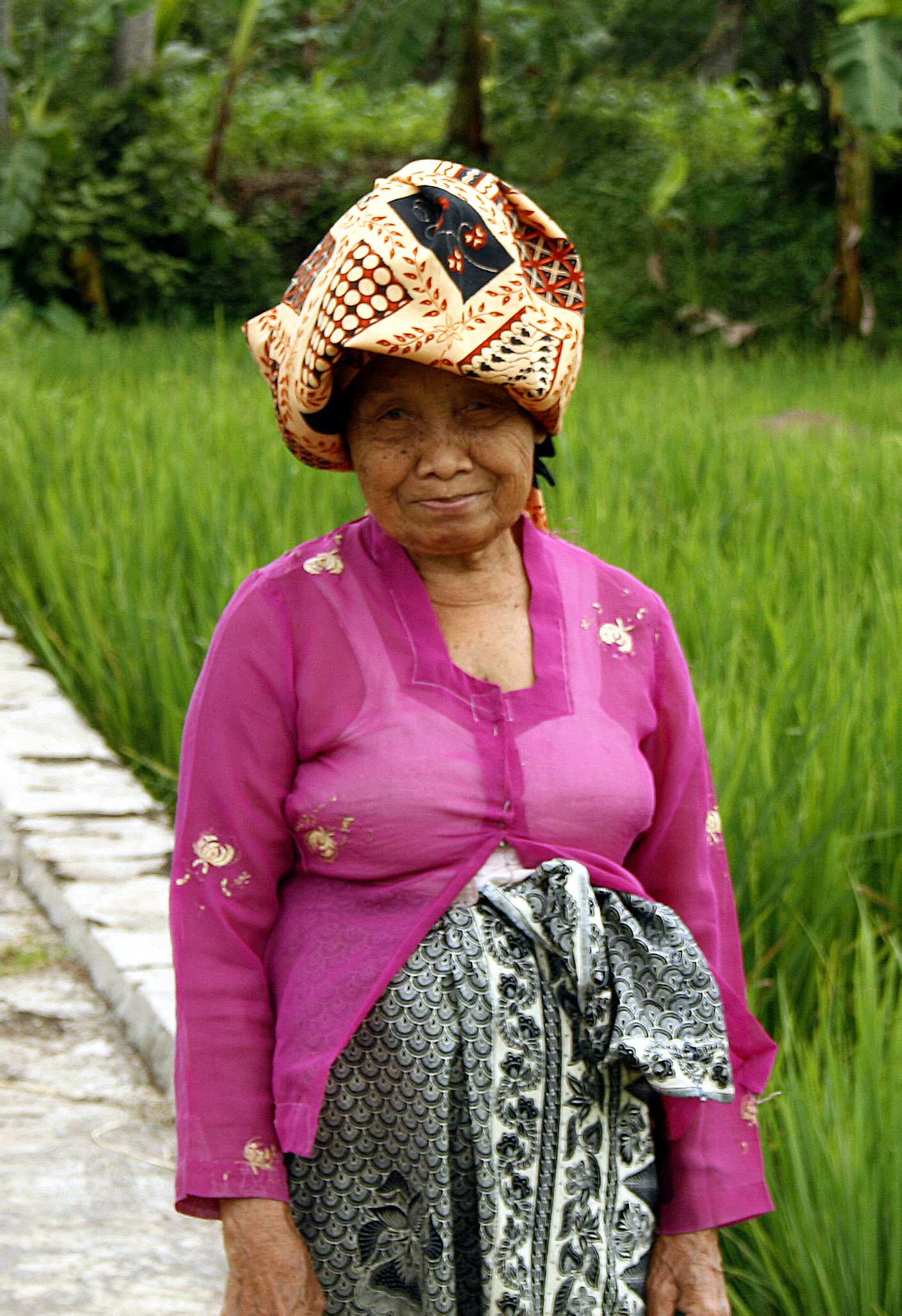
スンダ族の女性
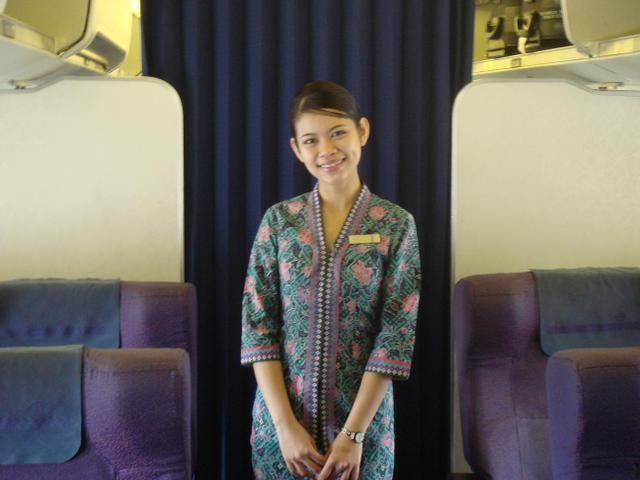
マレーシア航空の客室乗務員
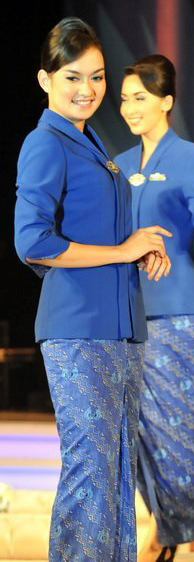
ガルーダインドネシア航空の客室乗務員
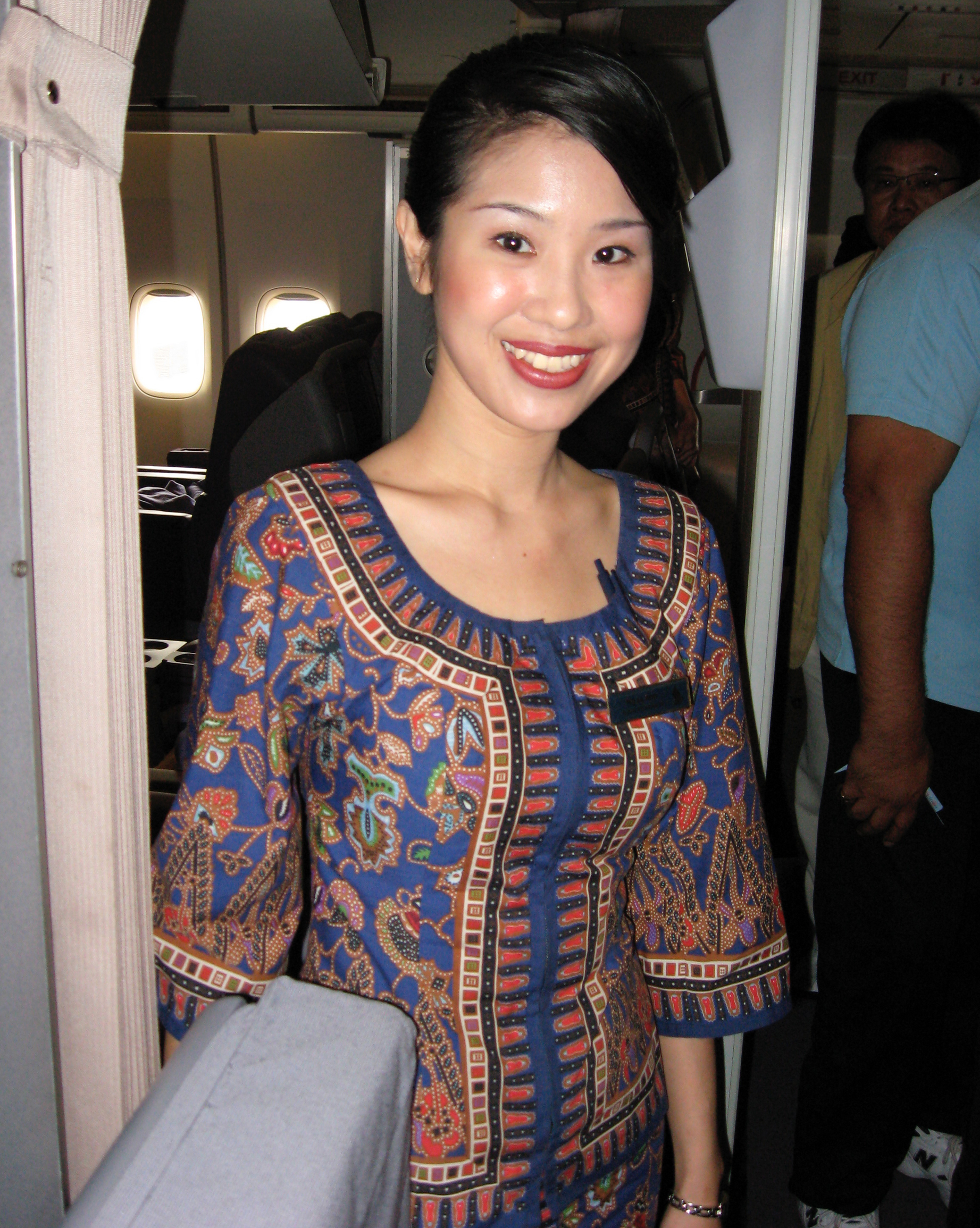
シンガポール航空の客室乗務員
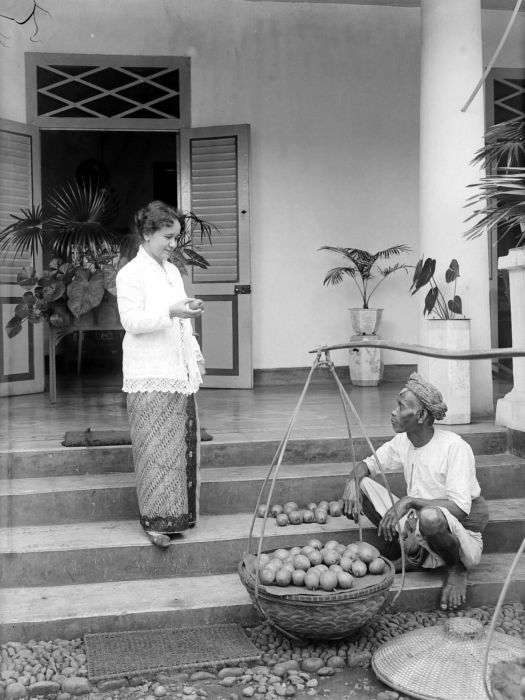
ケバヤを着たヨーロッパの女性
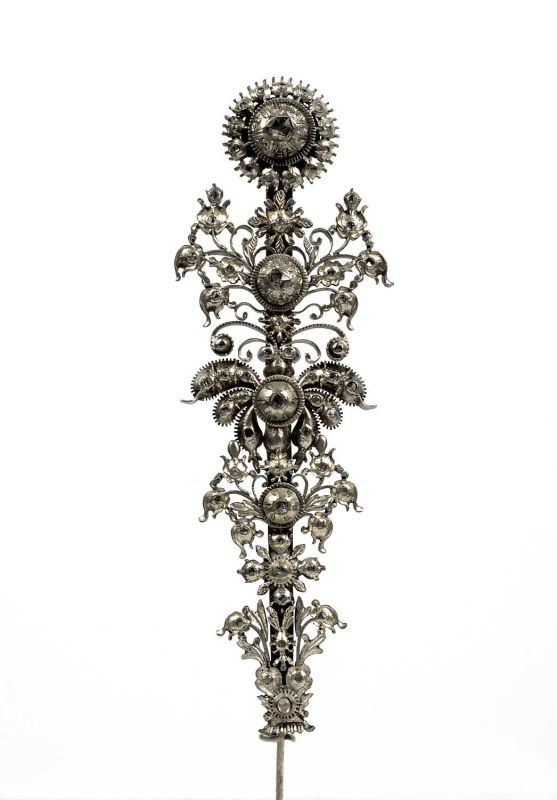
銀のケバヤのピン